# 국립한국교통대학교 미래융합대학
한국교통대학교 미래융합대학(College of Future Convergence)은 교육 패러다임의 대 변화에 부응하기 위해 태동한 한국교통대학교의 평생교육 단과대학 지원사업의 단과대학이다. 

### 대학비전
- 중부권 평생교육 혁신 선도대학

### 교육목표
- ‘실무 지향 전인적 지역 창의인재’ 양성
  - 첫째, 4차 산업과의 연계
  - 둘째, 성인학습자와의 연계
  - 셋째, 지역과 연계

#### 안전융합공학과(Department of Safety Convergence Engineering)
안전융합공학과는 기계안전, 전기안전, 화공안전, 건설안전, 인간공학 등 다양한 학문의 융합이 이뤄지는 분야로 안전한 사회를 유지하는데 필요한 산업현장 안전 관리 예비전문가 및 전문 안전 기술인을 양성하는 학과이다.

#### 건설방재융합공학과(Department of Civil and Environmental Convergence Engineering)
건설방재융합공학과는 인간사회가 필수적으로 필요로 하는 도로, 공항 등 국가 인프라와 수자원, 폐수처리 등을 위한 시설물의 계획, 설계, 시공 및 유지관리 뿐 아니라, 자연재해 및 재난으로부터 안전하고 경제적이며 수려한 사회를 조성하는데 기여하고자 한다.

#### 스포츠복지학과(Department of Sport Welfare)
스포츠복지학과는 삶의 질적 향상을 위해 스스로의 인생을 재설계하고 초고령화 사회를 대비한 스포츠복지 관련 분야의 취업 기회를 확대시켜 여러분의 평생 교육이 미래 사회의 현장에 직접 관여하고 이바지 할 수 있는 사회 기여형 인재를 양성하고자 한다.

#### 복지경영학과(Department of Welfare and Management)
복지경영학과는 사회복지 또는 사회서비스 및 사회적경제 분야의 소셜 벤처 창업을 시도하거나 사회복지시설, 비영리조직을 설립하고 싶거나, 사회적경제 분야의 창업인을 양성하고자 한다.

#### 스마트철도교통공학과(Department of SMART Railway and Transportation Engineering)
SMART (Smart & Safe Management System for Advaned Rail Transport) 철도교통 전문가 양성을 목표로 개설되었다.
산업계의 수요 및 미래 철도교통 산업환경에 대한 적응을 위해 관련 교과목을 융복합하고 모듈화한 교육과정을 편성하였다.

#### 이차전지공학과(신설)
이차전지공학과는 배터리의 핵심소재 및 차세대 전지와 배터리 제조 시스템 등을 포합한 교육을 통하여 국가 첨단산업인 배터리 분야의 전문인재를 양성하기 위해 2023년 신설되었다.

한국교통대학교 미래융합대학 공식홈페이지 [https://www.ut.ac.kr/fc.do]